# Şivekar Sultan
Şivekar Sultan o Haseki Şivekar Sultan (en turco otomano: شیوه‌کار سلطان‎  ; " coqueta ", murió; c. 1647 o 1693), fue la séptima de las ocho Haseki que tuvo el sultán Ibrahim I. Se  dice que Şivekar era una mujer robusta que fue llevada al harem por petición del sultán.

## Biografía
Era de ascendencia armenia, nacida cerca de 1627 (posiblemente), aunque otras fuentes apuntan que pudo ser de Georgia. Su verdadero nombre era María y era hija de un rico comerciante armenio.
Şivekar Sultan era una mujer robusta. En 1644, Ibrahim nombró y ordenó a sus sirvientes para buscar a la "mujer más gorda" en Estambul. Tras esta orden, comenzaron a buscar funcionarios del palacio y finalmente encontraron a una mujer armenia en Üsküdar. María al llegar al harem imperial se convirtió en su consorte y como era la tradición otomana, él le dio el nombre de Şivekar, que significa "coqueta".Con el tiempo se le dio el título de séptima Haseki. Teniendo una buena relación con Cinci Hoca Pasha y con Hümaşah Sultan, otra consorte del sultán en aquella época.
Fue políticamente activa durante los últimos años de reinado de Ibrahim en el trono. Ibrahim pronto enfermó mentalmente y Şivekar ayudó a calmar sus malestares y tensiones. Por su influencia y aprecio, ella estaba entre las consortes más fuertes de Ibrahim.Dio a luz a un hijo, Şehzade Cihangir, en 1646, que lamentablemente murió en su infancia. Además, se sabe que todos los ingresos de Damasco fueron donados a ella.
Según algunos historiadores, en 1647 Şivekar fue responsable de la muerte de todos los miembros y encargados del harén de Ibrahim. Şivekar difundió el rumor de que una de las concubinas del sultán había tenido una aventura con un forastero del palacio. Ibrahim al creerle, torturó y arresto a muchos miembros del harén para que dijeran el nombre de la concubina o el forastero, pero fue en vano, ninguno dijo nada. Ibrahim al no conseguir información, dio la orden de que todas sus 280 concubinas fueran puestas en sacos y arrojadas al Bósforo, para que murieran ahogadas. Solo perdonó a sus Haseki Sultan. Aunque una concubina fue salvada por un barco que pasaba. Kösem Sultan estaba furiosa cuando se enteró del incidente y convocó a Şivekar a sus aposentos donde cenaría con la Valide Sultan. Kösem mató a Şivekar envenenándola y le dijo a un desconsolado Ibrahim que Şivekar había fallecido por causas naturales.
Sin embargo, hay que precisar que la sultana, si bien puede ser cierto que murió en 1647 a manos de Kösem (aunque otras fuentes indican que murió en el Palacio Viejo en 1693 después de la muerte de Ibrahim), la anécdota y acontecimiento de la masacre de las concubinas de Ibrahim por el rumor de Şivekar, parece al menos incierta por provenir de fuentes poco confiables, y es negada por muchos historiadores, quienes argumentan que Kösem, si estuvo detrás de la muerte de la mujer, más bien pudo haberla envenenado por su influencia sobre su hijo Ibrahim y la amenaza a su propio poder en el palacio, ya que corría el riesgo de criar al hijo contra la madre. Otros fuentes indican que Kösem nunca la enveneno y que murió en el palacio viejo exiliada, después de la muerte de Ibrahim en 1648.
Şivekar Sultan fundó algunas fundaciones y vakfs durante su vida y reinado como Haseki y consorte de Ibrahim.
Después de su fallecimiento fue enterrada dentro del mausoleo de Ibrahim I en Hagia Sophia en Estambul.

## En la cultura popular
Muhteşem Yüzyıl: Kösem, una serie de historia turca que fue producida en 2015. Şivekar Sultan es interpretada por la actriz turca Gümeç Alpay Aslan.